# ای. آر. رحمان
الله رک‌ها رحمان ( (به تامیلی: ஏ. ஆர். ரகுமான்) (زادهٔ ۶ ژانویه ۱۹۶۶) تهیه‌کننده موسیقی، آهنگساز فیلم، موسیقیدان، و خوانندهٔ سرشناس مسلمان از کشور هند است.

## زندگی
والدینش که هندو مسلک بودند، نام او را در شناسنامه دیلیپ کومار نهادند.
وی در سنین جوانی از آئین هندوئیسم به دین اسلام گروید و نام خود را به «الله رکها رحمان» بمعنی (خدا رحمان را برکت دهد) تغییر داد.
رحمان در سن شانزده سالگی ترک تحصیل کرد و به پیروی از راه و رسم پدر، تمامی وقت خود را صرف نوازندگی در آثار ایلایاراجا، آهنگساز همه‌پسند جنوب هند کرد، اما خیلی زود از این زندگی یکنواخت نیز خسته شد و به پیشنهاد یکی از همکارانش بر آن شد تا برای مدتی دست خود را در موسیقی تبلیغات تلویزیونی بیازماید.
او فعالیت حرفه‌ای خود در زمینهٔ آهنگسازی فیلم را در دهه ۱۹۹۰ میلادی آغاز کرد است.
نتیجهٔ بیش از ده سال فعالیت مداوم در صنعت فیلم‌سازی هند و جهان برای ای.آر. رحمان فروش بیش از صد میلیون نسخه موسیقی فیلم و بیش از دویست میلیون کاست از آثار او است که او را در زمره پرفروش‌ترین هنرمندان موسیقی جهان قرار می‌دهد.
مجلهٔ تایم در سال ۲۰۰۹ رحمان را در لیست تایم ۱۰۰ به عنوان یکی از صد فرد تأثیرگذار در جهان معرفی کرده‌است.

## جوایز
رخا رحمان برنده جوایز بسیاری از جمله چهار جایزه ملی فیلم هند، یک جایزه بفتا، یک جایزه گلدن گلوب و دو جایزه اسکار شده‌است. رحمان در سال ۱۹۹۵ دریافت‌کننده جایزه ملی موریس و جایزه مالزی برای کمک‌هایش به هنر موسیقی بود. وی همچنان دریافت‌کنندهٔ چهار جایزهٔ ملی و ۶ جایزهٔ دیگر از بابتِ اجرای بهترین موسیقی‌ها در فلم‌های هندی و تِلگو (فلم‌های سینمای جنوبِ هند) است. رحمان دریافت‌کنندهٔ ۱۵ جایزه از جشنوارهٔ جوایز فیلم فیر نیز می‌باشد. در سال ۲۰۰۶ او جایزه‌ای را از دانشگاه استنفورد به دلیلِ اجرای بهترینِ موسیقی درسطحِ جهان دریافت کرد.
سمیر سحاب، دوستِ نزدیک‌اش به رسانه‌ها گفته‌است که رحمان بیشتر به تنوع و پیشرفت دنیای موسیقی توجه دارد، نه جوایز.

## فیلمشناسی
- ۱۲۷ ساعت
- آب
- آبی
- آتش
- اتمسفر
- از اعماق دل...
- اگه بدونی یا نه
- الیزابت: دوران طلایی
- باج
- پسرها
- پله
- تا وقتی که زنده‌ام
- جنتلمن
- جنتلمن
- جوانی
- جودها اکبر
- راک استار
- روبات
- زمین
- ستاره
- سرزمین مادری
- صد قدم راه
- ریتم
- گاجینی
- محمد رسول‌الله
- مردمی شبیه ما
- مهندس
- میلیونر زاغه‌نشین
- همدم
- روبات